# Lokon-Empung
Il Lokon-Empung è un vulcano dell'isola di Sulawesi. È uno dei più attivi in Indonesia. Si compone di due coni vulcanici, il più antico il Lokon ed il più recente l'Empung. Il cratere attivo di Tompaluan è situato nella sella tra i due coni.

## Caratteristiche
Il cono Lokon, più antico e alto (raggiunge un'altezza di 1580 m) dei due, ha una sommità piatta e priva di crateri. Il Lokon si è formato durante un periodo di vulcanismo andesitico sulle fratture ad anello dovute al collasso nel tardo Miocene o nel Pliocene inferiore della caldera del Tondano. L'Empung è il più recente dei due coni con un cratere largo 400 m e profondo 150 m. L'Empung è stato attivo in due epoche storiche (due eruzioni moderate nei secoli XIV e XVIII), e l'attività principale successiva e dovuta ad eruzioni che hanno avuto origine dal cratere del Tompaluan. Il Tompaluan è un doppio cratere largo 150 x 250 m situato nella sella tra le due vette, con eruzioni registrate dalla metà del secolo XIX.

## Storia eruttiva
Come già detto le prime eruzioni sono state riportate già dalla metà del secolo XIV, le prime due originatesi dal cono di Empung, con indice di esplosività vulcanica 3 per entrambe. Dal 1829 le eruzioni si originarono dal cratere Tompaluan con più lievi eruzioni freatiche, ma anche con fuoriuscita di cupole e colate di lava.